# فرمين كاتشو
فرمين كاتشو رويث (بالإسبانية: Fermín Cacho Ruiz، ولد في 16 فبراير 1969، أغريدا، سوريا، إسبانيا) رياضي ألعاب قوى إسباني.
حصل على الميدالية الذهبية في دورة الألعاب الأولمبية الصيفية 1992 في برشلونة، كما حاز على الميدالية الذهبية في بطولة أوروبا لألعاب القوى عام 1994.

## إنجازاته

### الألعاب الأولمبية الصيفية
- 1992 برشلونة  إسبانيا:  ميدالية ذهبية في سباق 1.500 متر.
- 1996 أتلانتا  الولايات المتحدة:  ميدالية فضية في سباق 1.500 متر.

### بطولة العالم لألعاب القوى
- 1993 شتوتغارت  ألمانيا:  ميدالية فضية في سباق 1.500 متر.
- 1997 أثينا  اليونان:  ميدالية فضية في سباق 1.500 متر.

### بطولة العالم لألعاب القوى داخل الصالات
- 1991 إشبيلية  إسبانيا:  ميدالية فضية في سباق 1.500 متر.

### بطولة أوروبا لألعاب القوى
- 1994هلسنكي  فنلندا:  ميدالية ذهبية في سباق 1.500 متر.
- 1998 بودابست  المجر:  ميدالية برونزية في سباق 1.500 متر.

### بطولة أوروبا لألعاب القوى داخل الصالات
- 1990 غلاسغو  المملكة المتحدة:  ميدالية فضية في سباق 1.500 متر.

## وصلات خارجية
- فرمين كاتشو على موقع الاتحاد الدولي لألعاب القوى (الإنجليزية)
- فرمين كاتشو على موقع الاتحاد الأوروبي لألعاب القوى (الإنجليزية)
- فرمين كاتشو على موقع اللجنة الأولمبية الدولية (الإنجليزية)
- فرمين كاتشو على موقع أوليمبيديا (الإنجليزية)